# Craugastor obesus
Craugastor obesus is een kikker uit de familie Craugastoridae.
De soort werd voor het eerst wetenschappelijk beschreven door Thomas Barbour in 1928. Oorspronkelijk werd de wetenschappelijke naam Syrrhopus obesus gebruikt en later werd de soort tot het geslacht Eleutherodactylus gerekend. De soortaanduiding obesus komt uit het Latijn en betekent letterlijk vertaald 'dik' en slaat op het plompe uiterlijk van de kikker.
Craugastor obesus komt voor in delen van Midden-Amerika en leeft in de landen Costa Rica en Panama. De schimmelziekte chytridiomycose vormt een potentiële bedreiging voor de kikker. Het verspreidingsgebied bestaat uit de Caribische zijde van de bergketens van Costa Rica en westelijk Panama op hoogtes tussen de 400 en 1450 meter boven zeeniveau.
Deze kikker was voorheen onder meer bekend uit Internationaal park La Amistad en Reserva Forestal La Fortuna. De laatste waarneming uit Costa Rica dateert uit 1984. Ook in Panama is de soort recent niet meer waargenomen. Hierdoor de IUCN-classificatie van Craugastor obesus in 2014 verhoogd van "bedreigd" naar "kritiek".